# Ciecierówka (województwo mazowieckie)
Ciecierówka – wieś sołecka w Polsce, położona w województwie mazowieckim, w powiecie lipskim, w gminie Rzeczniów.
| SIMC    | Nazwa               | Rodzaj     |
| ------- | ------------------- | ---------- |
| 0635460 | Budki Ciecierowskie | przysiółek |
| 0635477 | Budki Podkońcarskie | przysiółek |
| 1054311 | Maziarze            | część wsi  |

W latach 1975–1998 miejscowość administracyjnie należała do województwa radomskiego.
Nazwę wsi wykorzystano w radiowej audycji satyrycznej ZSYP w cyklu Opowieści z Ciecierówki.
Wierni Kościoła rzymskokatolickiego należą do parafii Najświętszej Maryi Panny Matki Kościoła w Pasztowej Woli.